# Lee Moorhouse
Lee Moorhouse (28 février 1850 – 1er juin 1926) est un agent indien et photographe américain, principalement connu pour ses photographies de la vie des Amérindiens du bassin du Columbia.

## Biographie
Thomas Leander Moorhouse est né le 28 février 1850 dans le comté de Marion en Iowa. En 1861, ses parents font le choix de partir pour l'Oregon avec leurs dix enfants et s'installent finalement près de Walla Walla dans le territoire de Washington. Il enchaîne différents métiers puis épouse Sarah Ella Willis en 1876.
Le couple s'installe à Umatilla Landing, près de la confluence de la rivière Umatilla avec le Columbia, puis Lee sert de secrétaire au gouverneur de l'Oregon Stephen F. Chadwick durant la guerre des Bannocks de 1878. L'année suivante, il est nommé assistant adjutant general au sein de la milice de l'Oregon par le gouverneur William Wallace Thayer et occupe ce poste pendant quatre ans. Le titre de major qu'il reçoit durant ces années lui restera toute sa vie.
Moorhouse est élu maire de Pendleton en 1885 puis est nommé agent indien de la réserve des Umatillas (en) en 1889.
Il meurt le 1er juin 1926 à Pendleton.

## Galerie

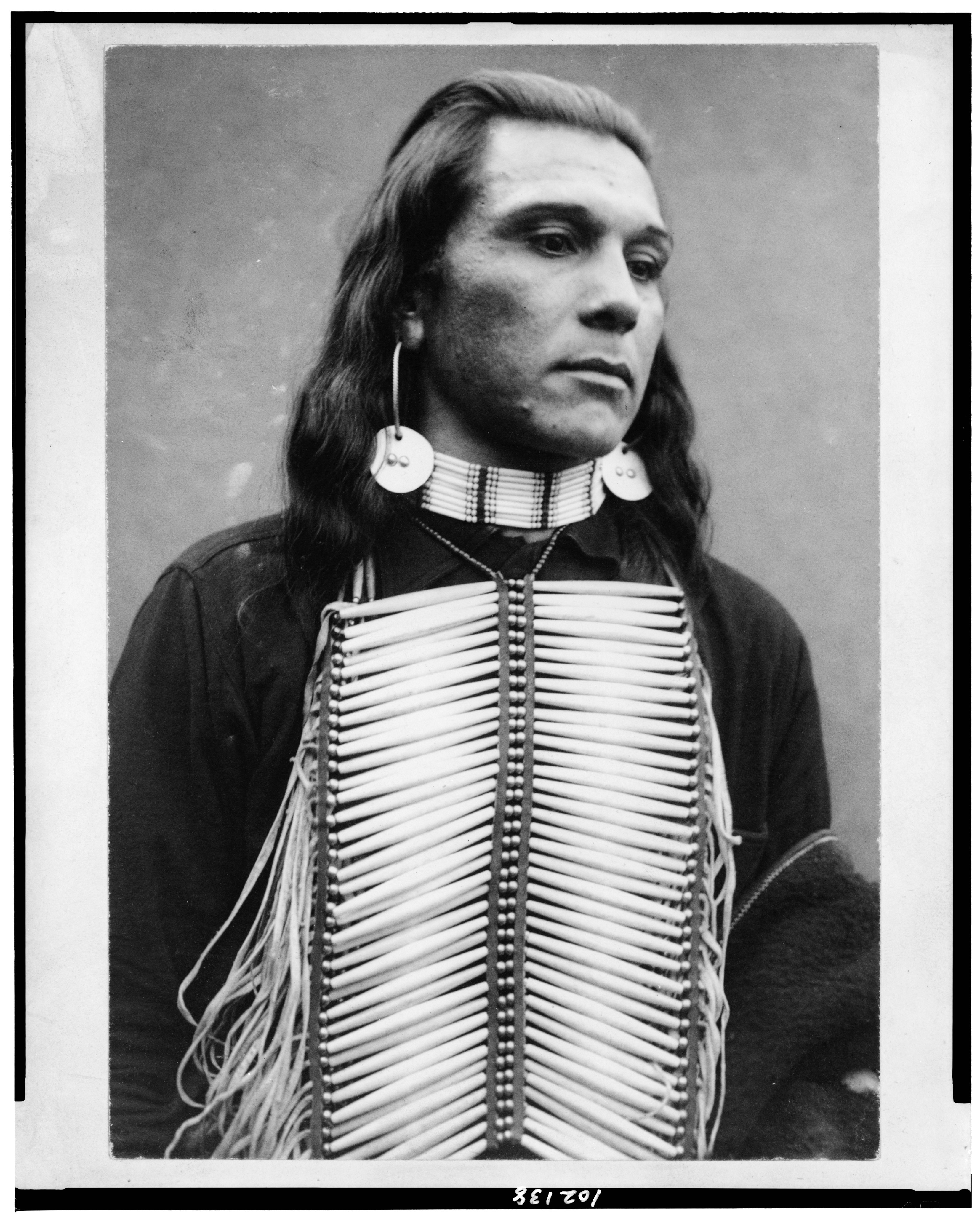
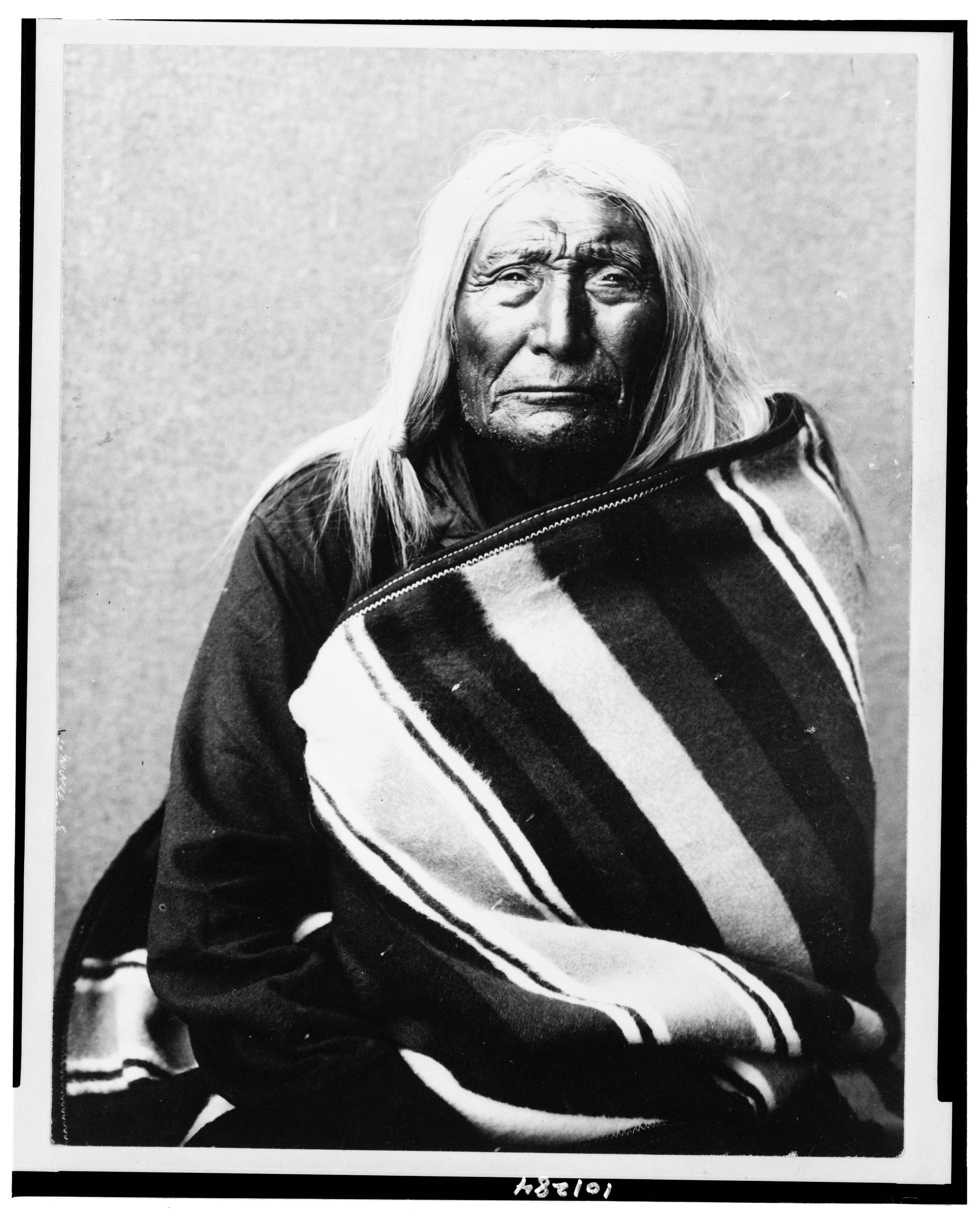
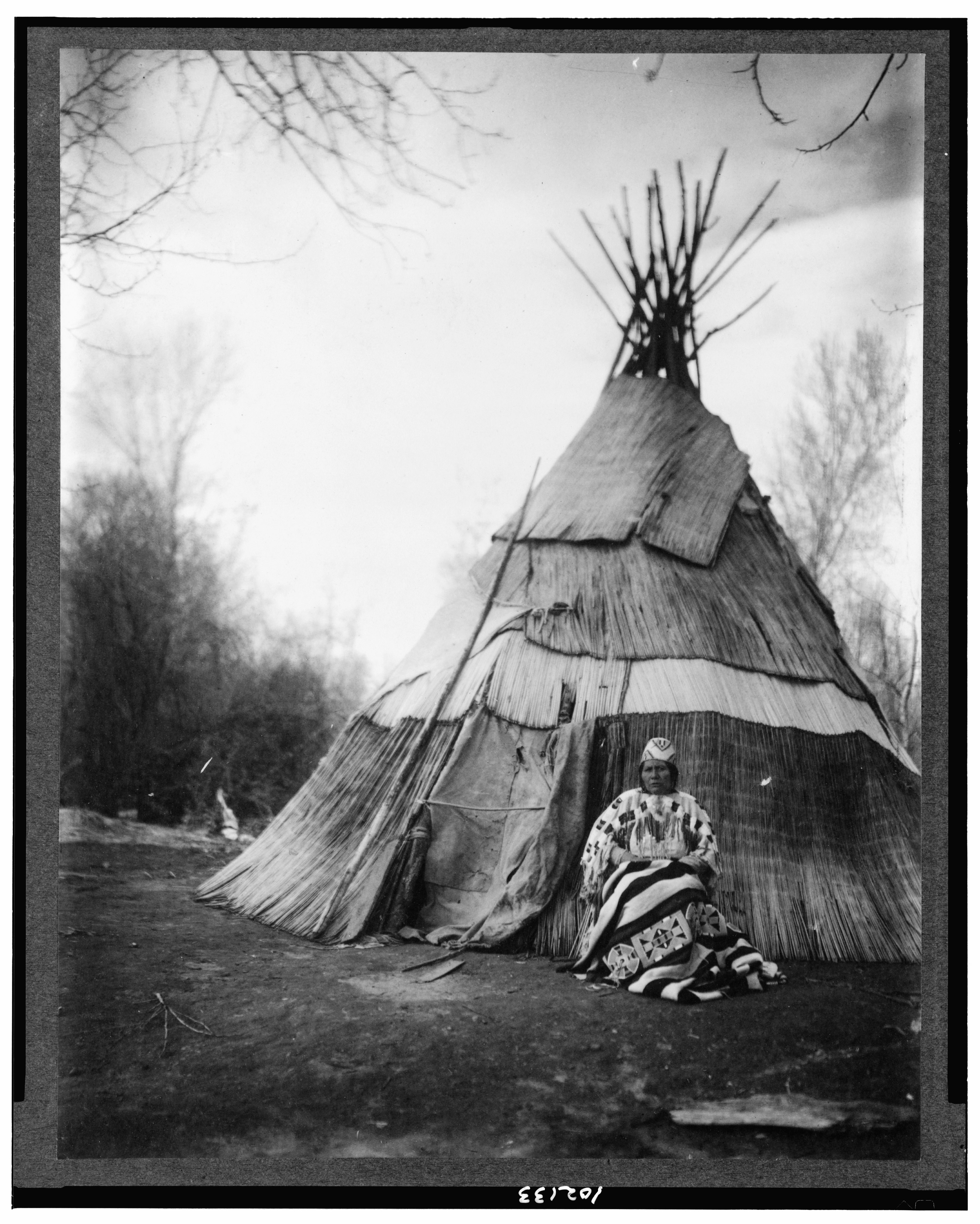
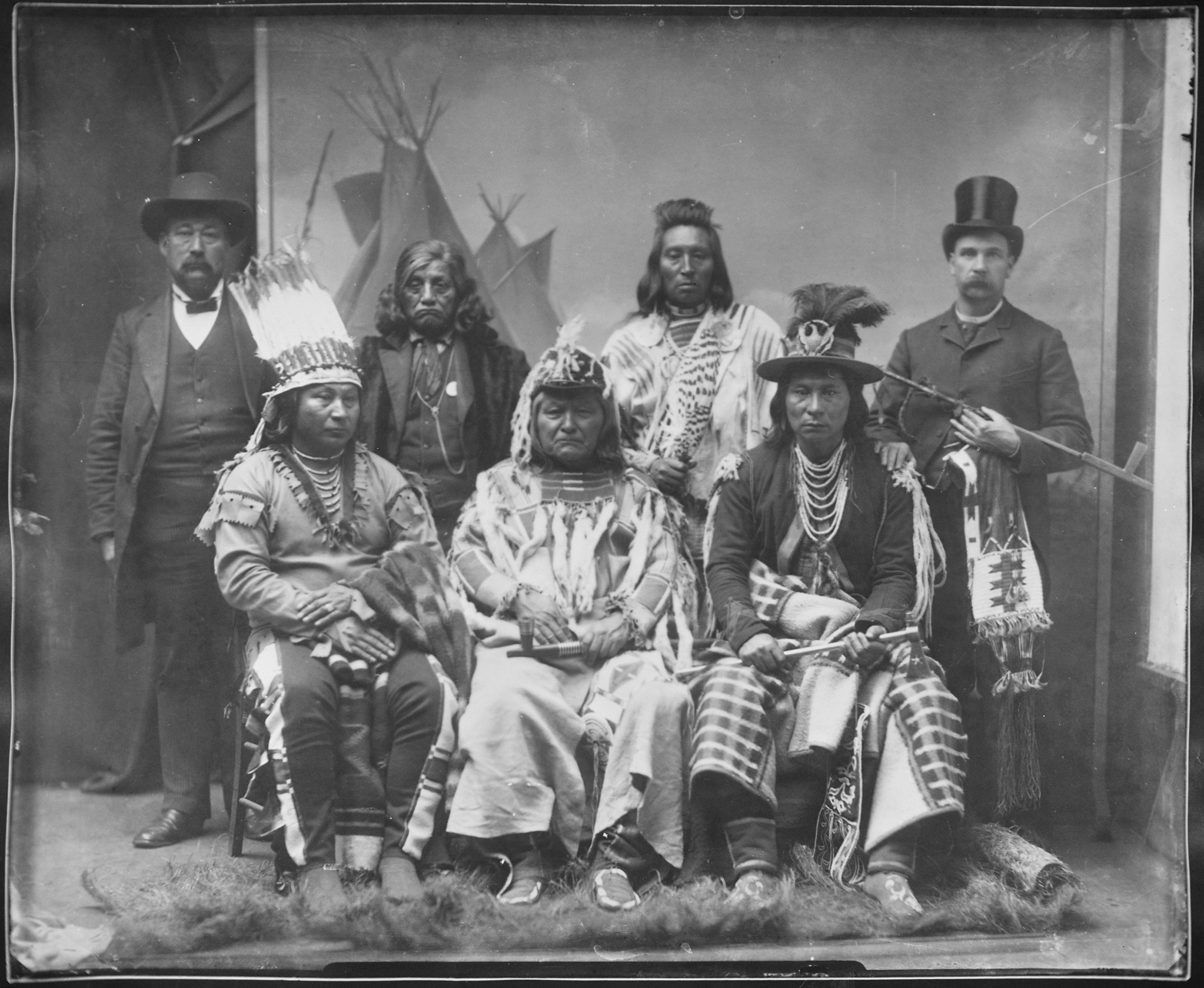
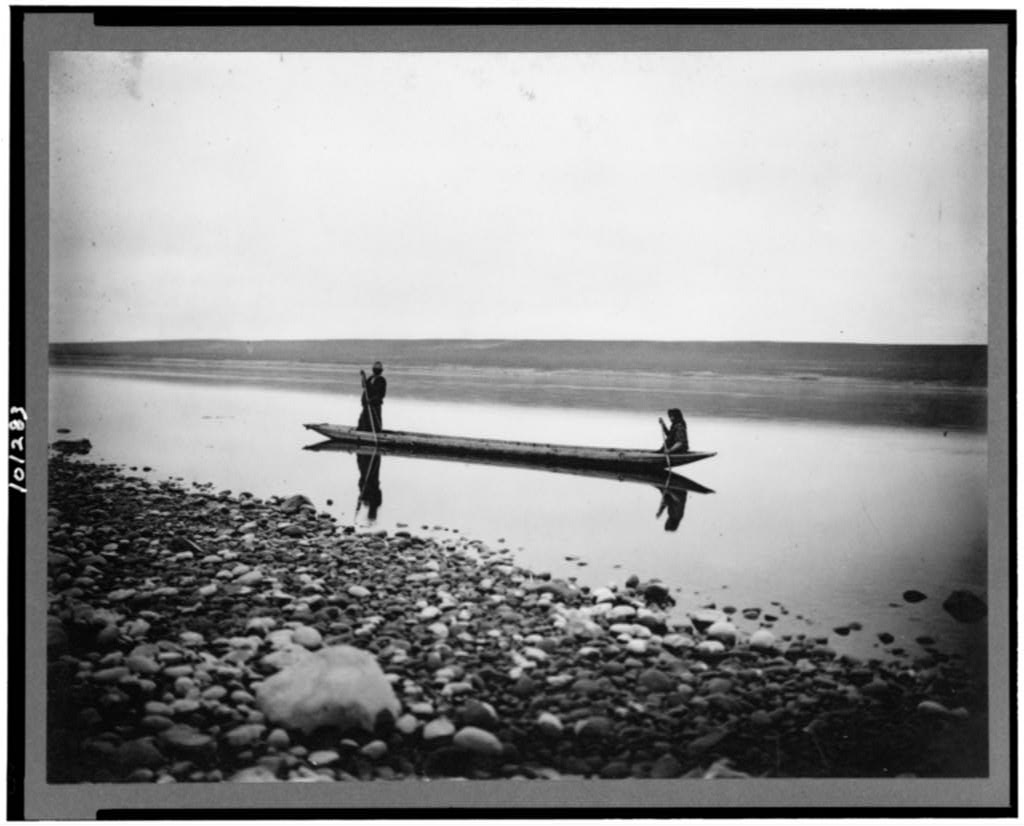